# Спас Гигов
Спас Милчев Гигов – Фокера е български футболист, нападател.

## Биография
Роден е на 13 юни 1979 г. в Пазарджик. Висок е 188 см и тежи 83 кг. Играл е за Хебър, Виноградец, Локомотив (София) (играе в 2 контроли през есента на 1999), Рилски спортист, Миньор (Перник), ЦСКА (София) (играе в 3 контроли през есента на 2002), Черно море (под наем от ЦСКА), Светкавица, Несебър, Ропс Рованиеми (Финландия), ПФК Велбъжд (Кюстендил) и Пирин (Гоце Делчев). В А група има 67 мача и 8 гола, а в Б група има 106 мача и 31 гола, от които 29 мача и 3 гола за Хебър (Пазарджик). Три пъти голмайстор за Хебър с 9 гола в 15 мача през сезон 1997/98 във В група, с 8 гола в 20 мача през сезон 2006/07 в Б група и с 12 гола в 26 мача през сезон 2009/2009 във В група, когато вкарва и 6 гола в един мач срещу ОФК Бенковски (Костинброд).

## Статистика по сезони
- Хебър – 1997/пр. - Б група, 10/1
- Хебър – 1997/98 – В група, 15/9
- Виноградец – 1998/99 – А ОФГ, 28/12
- Ботев Момина клисура-1999 – А „ОФГ“ (3 контролни мача – 2 гола, 1 автогол)
- Рилски спортист – 2000/пр. - В група, 15/6
- Миньор (Пк) – 2000/01 – A група, 19/4
- Черно море – 2001/02 – A група, 28/3
- Светкавица – 2003/пр. - Б група, 7/3
- Светкавица – 2003/04 – Б група, 23/10
- Несебър – 2004/05 – A група, 20/2
- Ропс Рованиеми – 2005 – Вейкауслига, 9/4
- Хебър – 2005/06 – Б група, 15/2
- Хебър – 2006/07 – Б група, 20/8
- ПФК Велбъжд (Кюстендил)- 2007/08 – Б група, 22/6
- Пирин (Гоце Делчев) – 2008/09 – Б група, 9/0
- Хебър – 2009/2009 – В група, 26/12